# Barbe bleue (roman)
Pour les articles homonymes, voir Barbe-Bleue (homonymie).
Barbe bleue est le vingt-et-unième roman d'Amélie Nothomb paru en 2012 aux éditions Albin Michel. Il fait partie de la rentrée littéraire 2012.

## Présentation
Cet ouvrage présente une réflexion les différentes conceptions des limites des relations humaines, abordant comme thèmes la mort, l'assassinat, l'amour, la polygamie, la frontière entre confiance poussive et tentation volontaire, la nécrophilie, la folie ou l'insensibilité. On y retrouve le luxe comme support de réflexion et de développement, comme dans d'autres ouvrages d'Amélie Nothomb tels que Le Fait du prince. Une question philosophique sur l'expression de la personnalité aborde la théorie d'une palette de couleurs, associant les traits de caractères et les sentiments à des bases chromatographiques.

## Résumé
Saturnine Puissant, jeune professeure à l'École du Louvre, répond à une annonce de colocation trop avantageuse pour être tout à fait normale et pénètre dans le monde à la fois luxueux, surprenant et macabre de l'aristocrate espagnol Don Elemirio Nibal y Milcar. L'évolution de leur relation poussera la jeune femme à réfléchir et peut-être reconsidérer sa conception des normes relationnelles et de la rationalité du mode de vie de son insolite colocataire, Barbe Bleue philosophe des temps modernes.
« La colocataire est la femme idéale ».

## Description des personnages
Les personnages ci-dessous sont décrits de manière très réaliste car ils sont présentés comme ceci dans le livre.

### Saturnine Puissant
La jeune femme est âgée de 25 ans. Elle est d’origine belge et est née à Bruxelles le 1er janvier  1987. Saturnine a l’honneur d’enseigner à l’école du Louvre malgré son jeune âge et sa nationalité. Elle ne croit pas en Dieu. Don Elemirio, le propriétaire de l’appartement, s’entiche de la jeune fille et lui coud une jupe, dit « jupe-Dom Pérignon », d’un jaune qu’il a créé juste pour l’occasion.

### Corinne
Amie de Saturnine. Elles se sont rencontrées à l’école secondaire où Corinne avait de grosses difficultés. Elle loge dans un petit appartement à Marne-La-Vallée, en France près de Paris. Après avoir commencé sa carrière à Walibi en Belgique, elle part en France au Parc d’attraction Euro Disney, où elle sera mieux payée. Elle y organise les files d’attentes au palais de l’épouvante.

### Les parents de Don Elemirio Nibal y Milcar
Le père s’appelle Deodato Nibal y Milcar, la mère n’est quant à elle pas nommée. Le couple possédait de nombreux domestiques et participait régulièrement à des soirées mondaines. Ils sont morts dans un regrettable accident : Monsieur, qui adorait cueillir des champignons, est parti remplir un panier de lépiotes couronnées. Il les a ensuite cuisinées.  Madame et Monsieur ont mal au ventre, elle demande à son mari d’aller chercher du bicarbonate de soude pour soulager leurs douleurs à l’estomac. Malheureusement il se trompe et prend des nitrates. Le couple explose (littéralement).

### Hilarion Griveland
Il s’agit du secrétaire de Don Elemirio.

### Mélaine
Homme de maison, il répond à une annonce et est engagé.

### Les huit colocataires précédentes et le vêtement qui a été créé pour elles

#### Emeline
Cette femme répondit à l’annonce de colocation de Don Elemirio, et il l’a choisie sans plus d’explication. Elle s’éprend rapidement de son propriétaire : après 3 semaines elle le rejoint dans son lit. Il lui coud une robe « couleur de jour ». Don Elemirio créa une pièce où elle ne pourrait pas rentrer, mais qui serait toujours ouverte, car il avait besoin de garder un espace personnel. Emeline une fois prévenue de cette interdiction ne put s’empêcher d’aller regarder ce qui se trouvait dans la petite pièce. C’est ainsi qu’elle mourut.

#### Proserpine
Elle rencontre, via l’annonce de colocation, Don Elemirio un an et demi après la mort d’Emeline. Pour elle, il inventa un chapeau claque (un chapeau haut-de-forme) en dentelle de Calais.

#### Séverine
Elle paraissait sévère tout en reflétant la délicatesse d’un Sèvres, ainsi elle reçut une cape catalpa dans les tons bleus s’approchant de la couleur des fleurs du Sèvres.

#### Incarnadine
Il lui confectionna une veste flamme à l’image de son caractère de feu.

#### Térébenthine
Cette femme avait écrit une thèse sur l’hévéa, arbre dont on extrait le latex, alors son amant lui fabriqua une ceinture-corset en fondant un pneu pour en récupérer la substance extensible.

#### Mélusine
Elle ressemblait, par sa silhouette et ses yeux, à un serpent si bien qu’il lui conçut un fourreau sans manches, à col roulé, qui descendait jusqu’aux chevilles.

#### Albumine
Don Elemirio lui composa, en raison de son nom, un chemisier couleur de coquille d’œuf, au col couleur de meringue, en polystyrène expansé.

#### Digitaline
Pour sa beauté vénéneuse, il imagina de longs gants de taffetas pourpre qui remontaient au-delà du coude et sur lesquels était inscrit le proverbe latin de Paracelse : « Dosis sola facit venenum » : seule la dose fait le poison.

### Don Elemirio Nibal y Milcar
Ce personnage est décrit de façon précise, une vie entière lui est inventée dans les détails.
Il est issu d’une famille d’aristocrates espagnols en exil à cause d’une insulte, gauchiste, qu’aurait proféré un ancêtre à l’encontre de Franco. Il est né en France, y a grandi et vécu. Lorsqu’il atteint l’âge de 4 ans, par peur de commettre des péchés car il est catholique au plus haut point et aura ensuite recours au trafic d'indulgences pour effacer ses péchés, il décide de rédiger un journal intime où il inscrit toutes ses pensées ainsi que ses faits et gestes. À 6 ans, il s’éprend d’un jeune garçon pour lequel il vole de l’argenterie. Cette idylle ne dure pas car il découvre vite, en dînant chez le petit garçon, que celui-ci a vendu ses cadeaux pour se faire de l’argent. Un an plus tard, alors qu’il se trouve à l’église, il se rend compte de la beauté de l’or qui prendra une grande place dans sa vie.  
À la mort de ses parents, il décide de vivre en autarcie et renvoie tous les domestiques contre trois hommes : son homme de ménage, son secrétaire et son chauffeur (qui ne sert qu’à ses domestiques et colocataires). Il choisit des hommes car il n’accepte pas qu’une femme exerce une tâche dégradante.
La solitude reste dure pour un homme et c’est ainsi qu’il découvre la colocation dans le but de rencontrer des femmes. Il s’éprend au premier coup d’œil d’Emeline et la choisit comme colocataire. Mais il se pose alors la question de la place de l’un et de l’autre dans le couple. Il ressent le besoin de se créer un espace à lui : une chambre peinte en noire. Malheureusement Emeline brise sa confiance en allant dans ce lieu intime et meurt à cause du dispositif cryogénique qu’il a installé par mesure de sécurité. Il s’ensuit sept relations amoureuses durant chacune entre trois semaines et six mois. Toutes ces femmes sont décédées, pour avoir trahi sa confiance, par le procédé de protection de la chambre noire. À ce moment Don Elemirio se découvre une passion pour la photographie ; après avoir conçu pour chacune d’elles un vêtement, il les photographie mortes habillées par sa création de couleur, pour chacune une couleur différente. Si bien qu’au début du roman sa chambre noire est décorée de huit photos représentant chaque couleur, il n’en manque plus qu’une, le jaune. 
Âgé de 44 ans, il tombe amoureux de Saturnine le jour où elle lui fait remarquer la beauté de l’alliance du jaune et de l’or. Il essaie de la séduire par différents moyens : cuisine, champagne, etc. Va-t-elle résister ? Et lui ? Résistera-t-il à la tentation de terminer son nuancier de couleur ?